# Flexity Swift

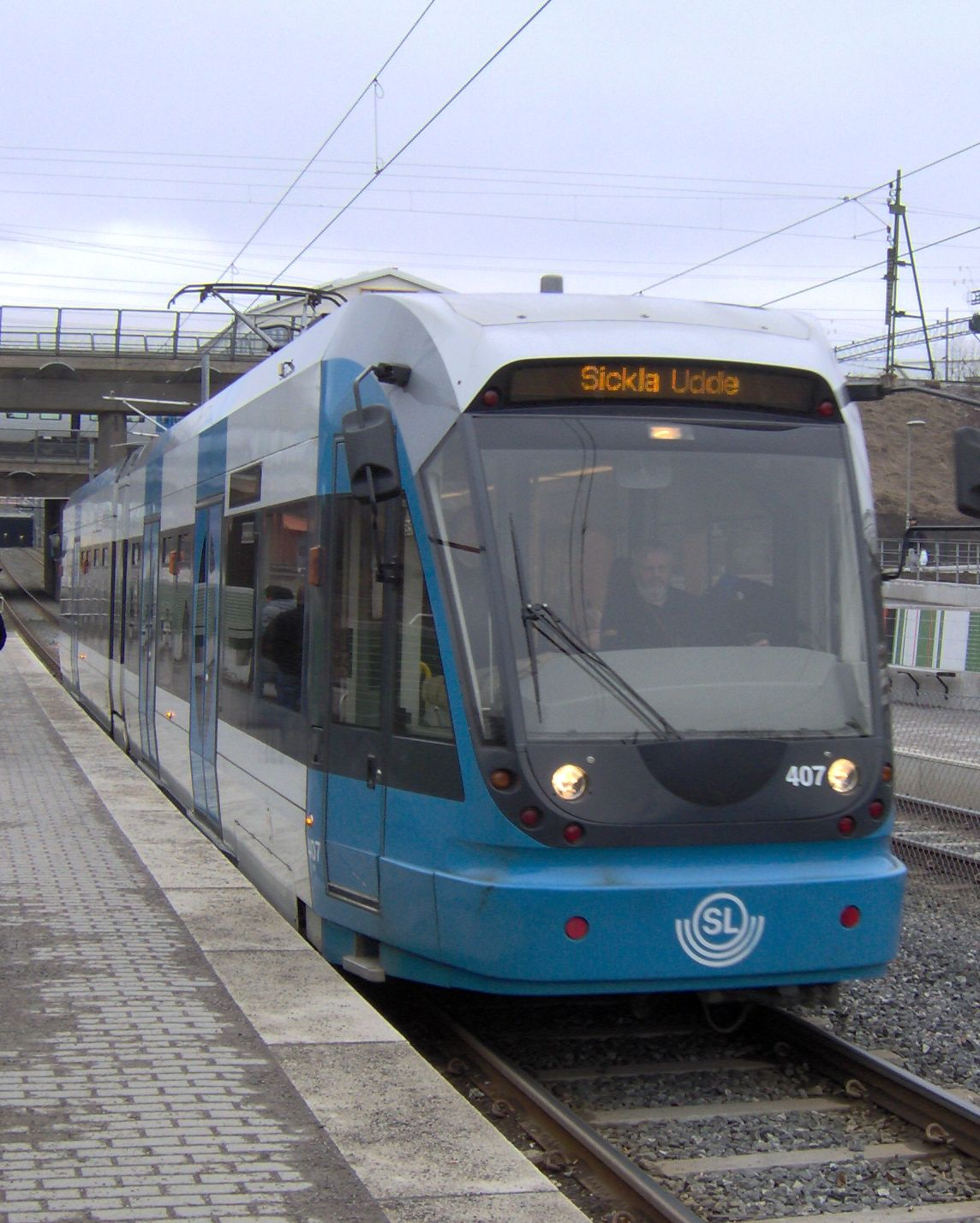
En Flexity Swift (SL:s typbeteckning A32) på Tvärbanan i Stockholm

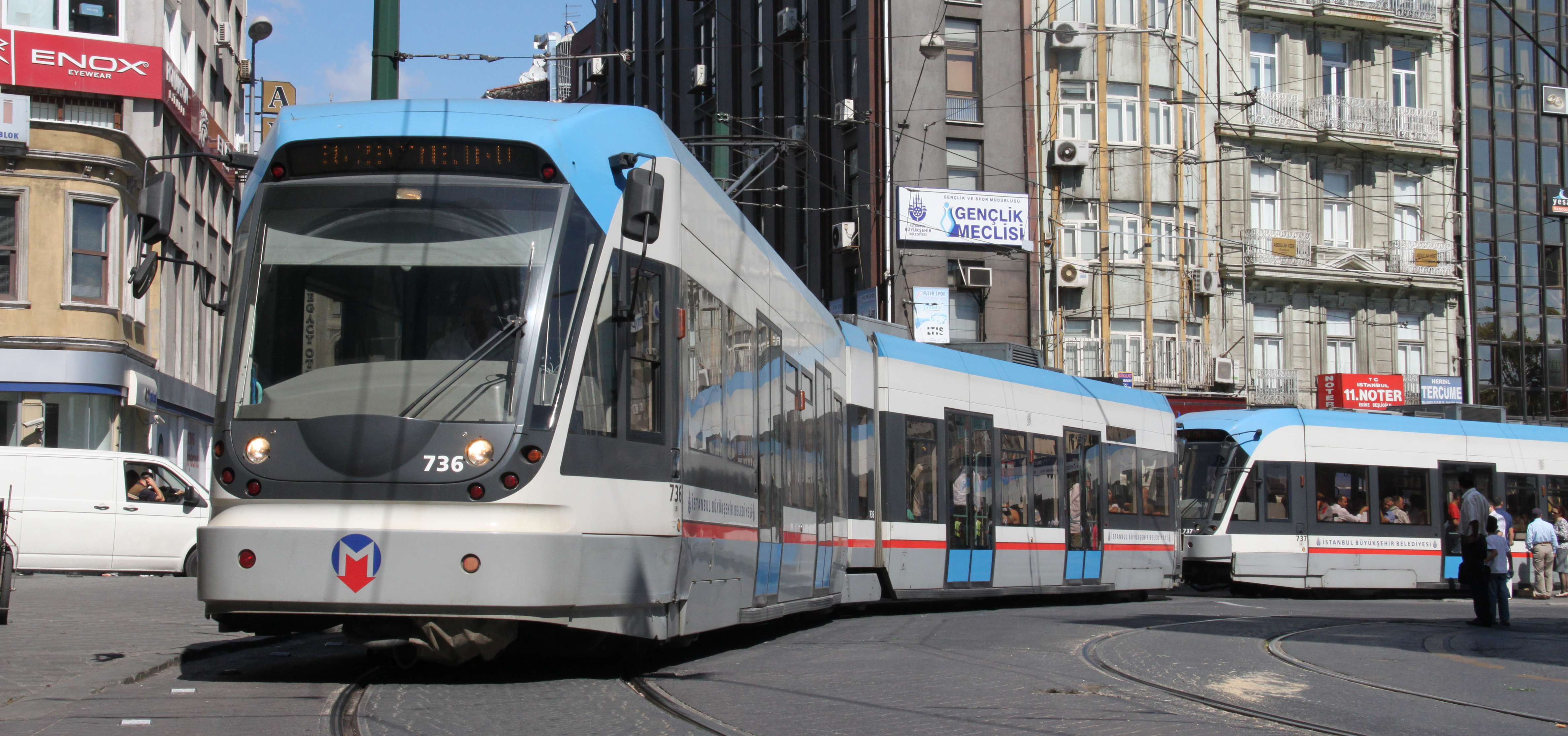
Två Flexi Swift typ A32 i Istanbul. Lägg märke till att vagnarna är identiska med vagnarna i Stockholm bortsett från färgen

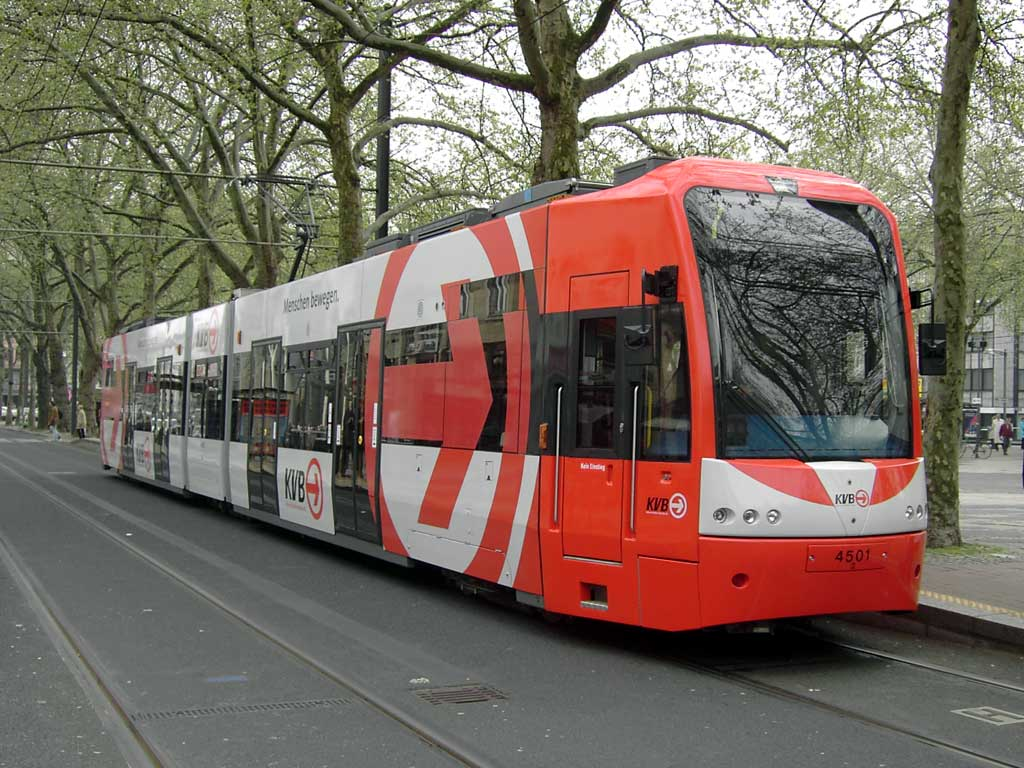
En Flexity Swift i Köln

Flexity Swift är en spårvagnsmodell som tillverkades tidigare av Bombardier Transportation men nu av Alstom. De flesta versionerna av denna vagn har 70 % låggolv. Låggolvet gör att plattformarna vid hållplatserna bara behöver vara lätt förhöjda för att ge plant insteg. En av Flexity Swift-modellerna i Köln har dock helt igenom normalgolv, eftersom vissa linjer redan hade byggts om med högre plattformar för att ge plant insteg.
Flexity Swift är byggda som tvåriktningsvagnar, det vill säga med förarhytter i båda ändarna och dörrar på båda sidorna. Vagnarna består av tre sektioner, med leder emellan. På de flesta versioner är mittdelen kortare än de två övriga. Denna kan dock ersättas med en längre del om behov av längre vagnar skulle uppstå i framtiden. De har tre eller fyra dubbeldörrar på vardera sidan beroende på utförande.
Vidare kan vagnarna kopplas samman och har en topphastighet på 80 km/h. Flexity Swift används i bland annat Stockholm (på Tvär- och Nockebybanorna), i Köln, Istanbul, London (Croydon) och Rotterdam. Det enda som skiljer vagnarna i de olika städerna åt är färgsättning, dörrar och front.